# Lac de la Gileppe
Lac de la Gileppe är en reservoar i Belgien.   Den ligger i provinsen Liège och regionen Vallonien, i den östra delen av landet, 120 km öster om huvudstaden Bryssel. Lac de la Gileppe ligger 301 meter över havet. Arean är 0,85 kvadratkilometer. Den sträcker sig 1,4 kilometer i nord-sydlig riktning, och 2,3 kilometer i öst-västlig riktning.
I omgivningarna runt Lac de la Gileppe växer i huvudsak blandskog. Runt Lac de la Gileppe är det ganska glesbefolkat, med 47 invånare per kvadratkilometer.